# Flotte Lotte

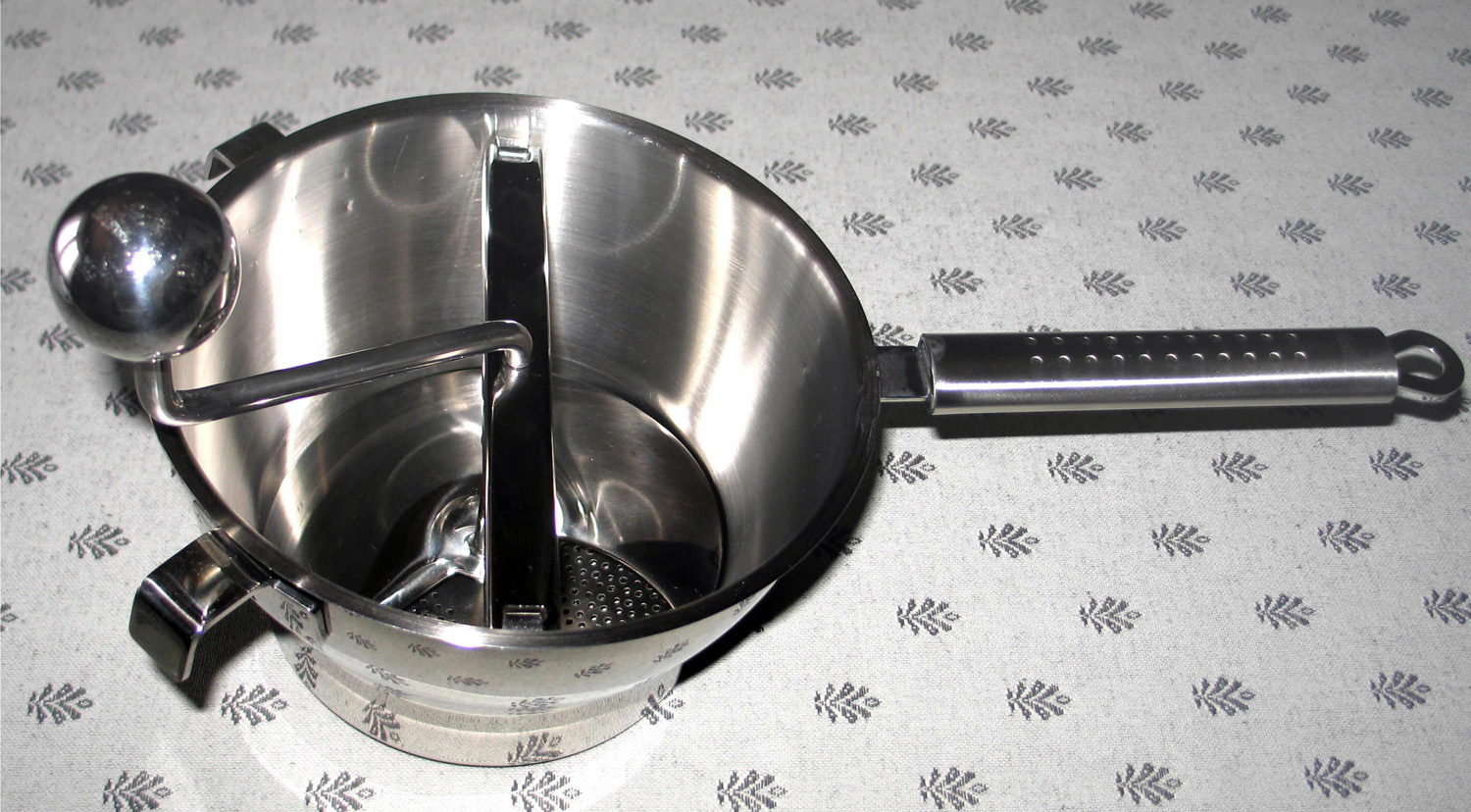
Passiergerät

Eine Flotte Lotte (auch Passiermühle, Gemüsemühle, Passiergerät, Passe-vite oder Passetout) (Schweiz: nur Passevite) ist ein handbetriebenes Küchengerät, das zum Passieren von Früchten, Gemüse oder anderen Lebensmitteln dient.

## Aufbau und Funktion
Das Gerät besteht aus einem siebartigen, meist leicht abgeschrägten Boden, über den eine Welle mit rotorartigen Blättern angebracht wird. Die Blätter sind dabei schräg gestellt, d. h., ihre eine Kante liegt jeweils unten am Sieb an, die zweite ist nach oben gerichtet. Mittels einer Kurbel können die Blätter in eine Drehbewegung versetzt werden und pressen so aufgrund ihrer Schrägstellung die in das Gerät gelegten Lebensmittel durch den Siebboden; durch das Sieb tropft oder fällt, je nach passiertem Lebensmittel und der Feinheit des Siebs, Saft oder Brei. Festere Bestandteile (wie z. B. Schalen, Kerne) bleiben dabei im Sieb zurück. Wenn sie auf dem Sieb festkleben, kann man den Rückstand dadurch lösen, indem man die Kurbel des Geräts rückwärts dreht, so dass die Blätter sich vom Sieb lösen. 
Bei einigen Geräten lässt sich das Bodensieb wechseln und so die Feinheit variieren. Die „Flotte Lotte“ wird etwa zur Herstellung von Apfelmus, Saucen, Gemüsepüree, Babynahrung, Marmelade oder Fruchtsaft verwendet. In der französischen Küche wird sie auch für die Zubereitung verschiedener Suppen (oder potage) eingesetzt, in der schwäbischen Küche kann sie zur Herstellung von Spätzle verwendet werden.
Ein einfacheres Gerät mit vergleichbarer Funktion ist die Passierwiege.

Patentzeichnung in der belgischen Patentschrift Nr. 348610, eingereicht am 14. Februar 1928 von Victor Simon

## Geschichte
Victor Simon erhielt am 14. Februar 1928 in Belgien für dieses Gerät das Patent Nummer 348610, das er „Passoire d’action rapide pour légumes et autres comestibles“ nannte.
Am 16. Februar 1931 beantragte Jean Mantelet in Paris das Patent für eine „Presse-purée qui, sous l’action d’une lame hélicoïdale animée par une manivelle, comprime progressivement la matière contre un tamis conique“. Mantelet vermarktete sein Gerät erfolgreich zuerst unter dem Namen Moulin-Légumes, später Légumex und schließlich ab 1957 Moulinex – dem Namen, den seine Firma Moulinex ebenfalls annahm. Zeitweilig wurden dort jährlich bis zu zwei Millionen dieser Presse-Purée hergestellt.
In den 1930er Jahren wurde ein Passiergerät von Charlotte Giebel hergestellt. Der Volksmund hat daraus „Flotte Lotte“ gemacht.
In Deutschland wird die Flotte Lotte von der Firma GEFU seit etwa 1950 nahezu unverändert in unterschiedlichen Varianten hergestellt. Die Modelle unterscheiden sich hauptsächlich in ihrer Optik. Durch eine patentierte Abstreiffunktion ist es möglich, die am Sieb verbleibenden Reste zu entfernen. Der Produktname Flotte Lotte wurde in Deutschland umgangssprachlich zum Gattungsnamen, er ist jedoch eine geschützte Marke der GEFU Rechte GmbH.

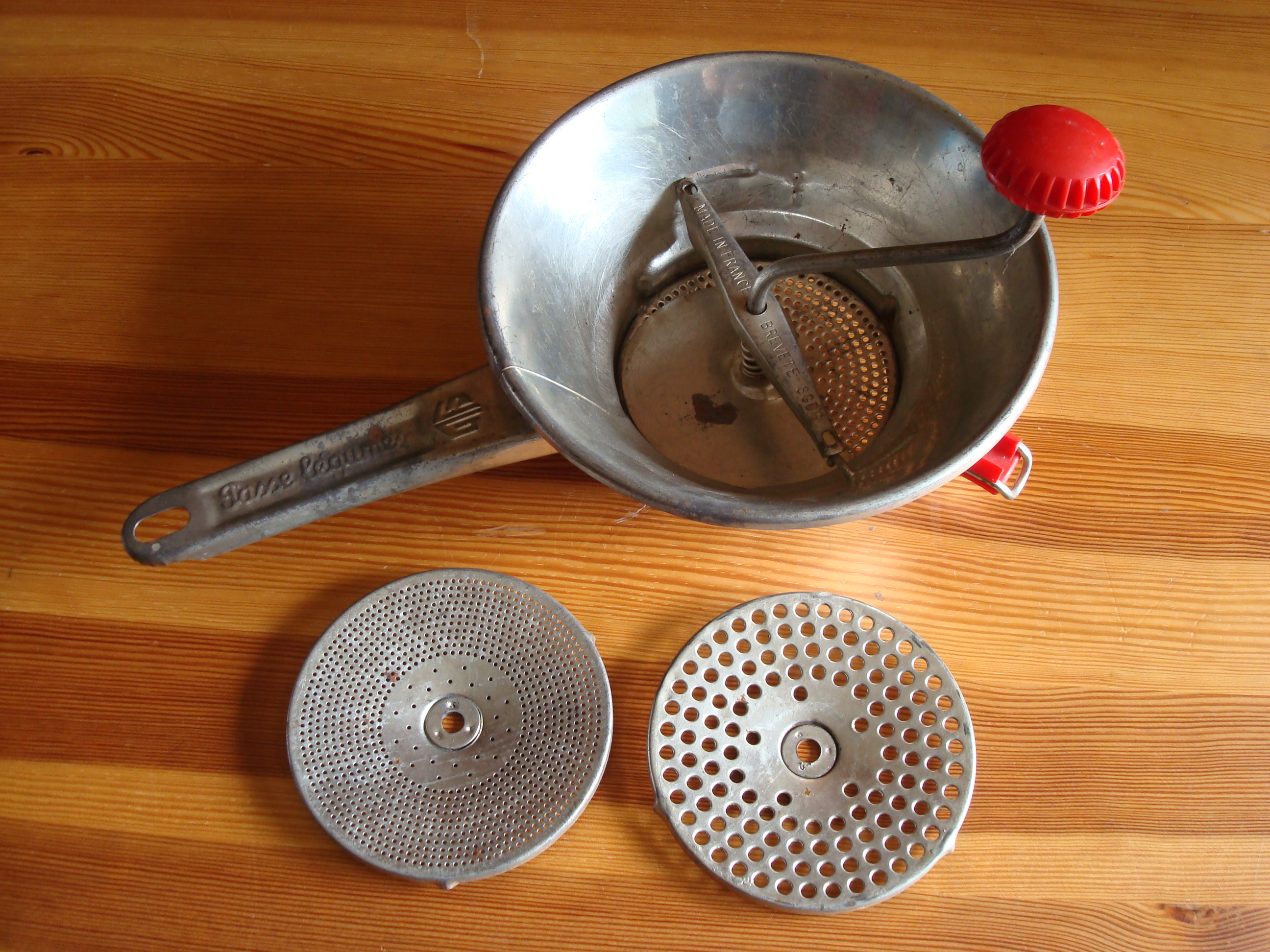
Passe Légumes mit wechselbaren Lochscheiben
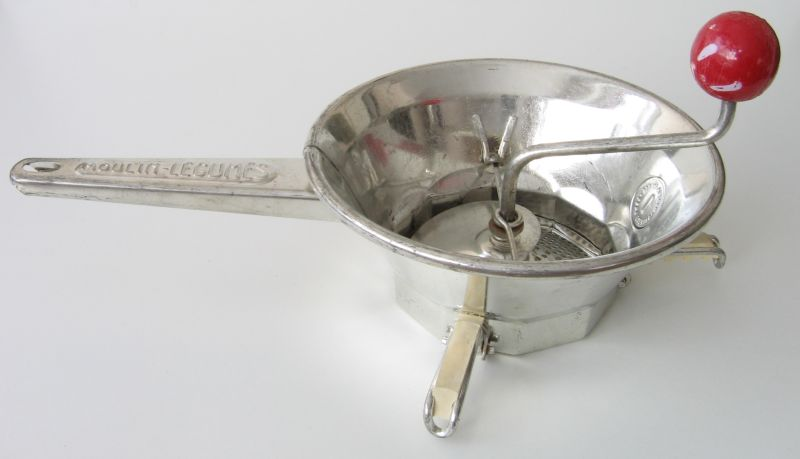
Originalmodell Moulin Légumes 1950er Jahre
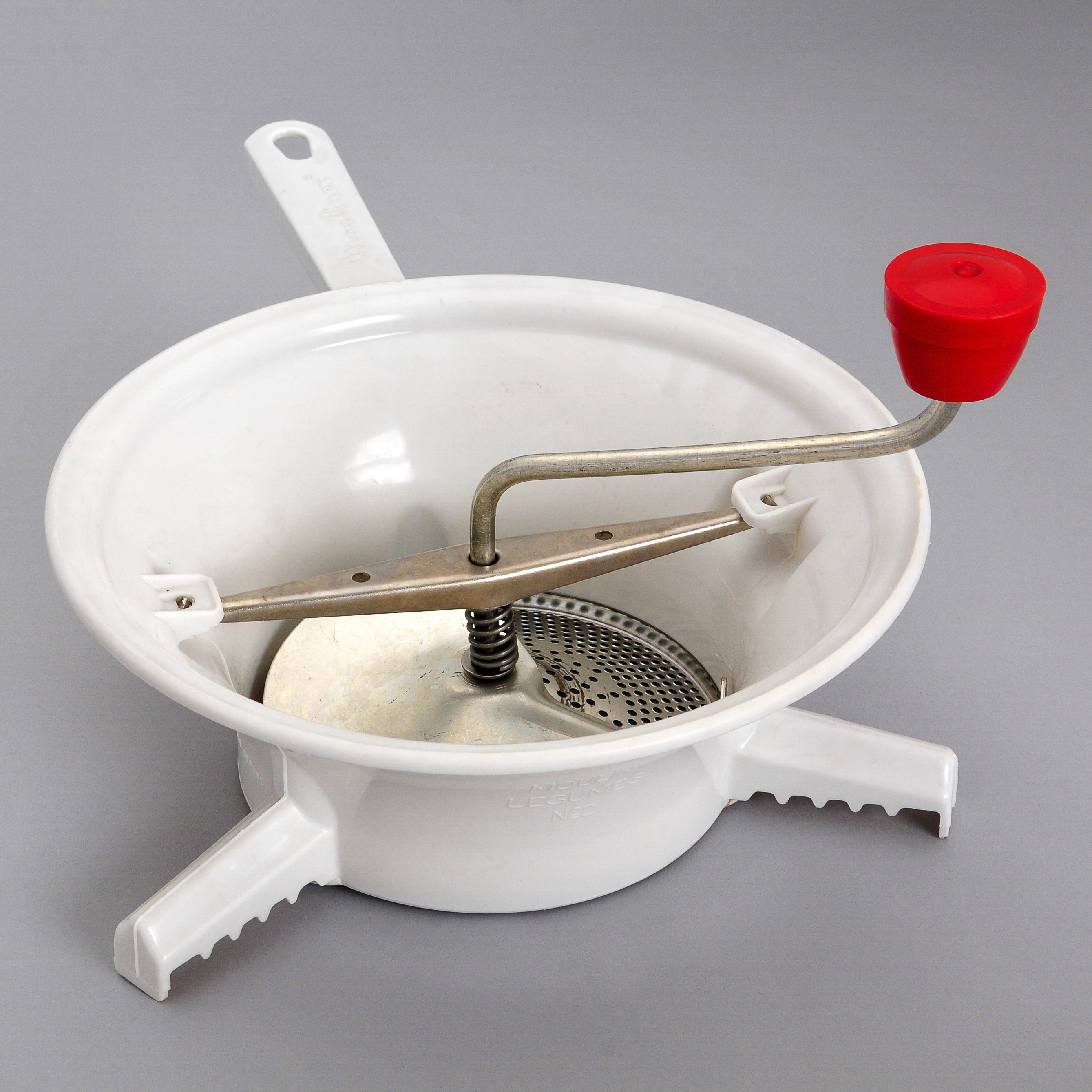
Moderne Moulin Légumes No. 2